# Daniel Elmer Salmon
Daniel Elmer Salmon (Mount Olive, New Jersey, 23. srpnja 1850. - Butte, Montana, 30. kolovoza 1914.), američki veterinar. 
Bio je prvi diplomirani doktor veterinarske medicine u SAD-u, koji je čitavu karijeru proveo istraživajući bolesti životinja. Salmonov asistent, Theobald Smith otkrio je rod bakterija lat. Salmonella, koji kod čovjeka uzrokuje bolesti salmoneloze i nazvao ih po Salmonu. 